# Premio À la Carte
Il Premio À la Carte viene assegnato dalla rivista specializzata tedesca Fairplay al miglior gioco di carte dell'anno. Una giuria di 35 membri decreta i vincitori tra tutti i giochi di carte pubblicati nell'anno in corso. Il premio viene consegnato ad ottobre alla fiera internazionale del gioco ad Essen.

## Vincitori
| Anno | v                                        | Gioco                                           | Autore                                        | Editore |
| ---- | ---------------------------------------- | ----------------------------------------------- | --------------------------------------------- | ------- |
| 1991 |                                          |                                                 |                                               |         |
| 1    | Res Publica                              | Reiner Knizia                                   | Hexagames, Queen Games                        |         |
| 2    | Die Bosse                                | Sid Sackson                                     | F.X. Schmid                                   |         |
| 3    | Halli Galli (Tutti Frutti o Trillo)      | Haim Shafir                                     | Amigo Spiele, Giochi Uniti                    |         |
| 1992 |                                          |                                                 |                                               |         |
| 1    | Pirat                                    | Reiner Knizia                                   | Amigo Spiele                                  |         |
| 2    | Das Super-Blatt                          | Sid Sackson                                     | F.X. Schmid                                   |         |
| 3    | Tichu                                    | Urs Hostettler                                  | Fata Morgana/Abacus Spiele                    |         |
| 1993 |                                          |                                                 |                                               |         |
| 1    | Sticheln                                 | Klaus Palesch                                   | Amigo Spiele                                  |         |
| 2    | Attacke                                  | Reiner Knizia                                   | F.X. Schmid                                   |         |
| 3    | En Garde                                 | Reiner Knizia                                   | Abacus Spiele                                 |         |
| 1994 |                                          |                                                 |                                               |         |
| 1    | 6 nimmt!                                 | Wolfgang Kramer                                 | Amigo Spiele, Dal Negro                       |         |
| 2    | Was sticht?                              | Karl-Heinz Schmiel                              | Moskito                                       |         |
| 3    | Sherlock Holmes                          | Dave Wyman                                      | Schmidt Spiele                                |         |
| 1995 |                                          |                                                 |                                               |         |
| 1    | Magic: l'Adunanza                        | Richard Garfield                                | Wizards of the Coast                          |         |
| 2    | Hattrick                                 | Klaus Palesch                                   | Amigo Spiele                                  |         |
| 3    | High Society                             | Reiner Knizia                                   | Ravensburger                                  |         |
| 1996 |                                          |                                                 |                                               |         |
| 1    | Mü & mehr                                | Doris Matthäus, Frank Nestel                    | Doris & Frank                                 |         |
| 2    | Reibach & Co                             | Alan R. Moon                                    | F.X. Schmid                                   |         |
| 3    | Speed                                    | Reinhard Staupe                                 | Adlung                                        |         |
| 1997 |                                          |                                                 |                                               |         |
| 1    | Semenza (Bohnanza)                       | Uwe Rosenberg                                   | Amigo Spiele, Stratelibri                     |         |
| 2    | I coloni di Catan — gioco di carte       | Klaus Teuber                                    | Kosmos. Giochi Uniti                          |         |
| 3    | Showmanager                              | Dirk Henn                                       | Queen Games                                   |         |
| 1998 |                                          |                                                 |                                               |         |
| 1    | Caesar & Cleopatra                       | Wolfgang Lüdtke                                 | Kosmos                                        |         |
| 2    | David & Goliath                          | Reinhard Staupe                                 | Berliner Spielkarten                          |         |
| 3    | Canyon                                   | Frederick A. Herschler                          | Abacus Spiele                                 |         |
| 1999 |                                          |                                                 |                                               |         |
| 1    | Verräter                                 | Marcel-André Casasola Merkle                    | Adlung                                        |         |
| 2    | Mamma Mia!                               | Uwe Rosenberg                                   | Abacus Spiele, dV Giochi                      |         |
| 3    | Anno Domini                              | Urs Hostettler                                  | Abacus Spiele                                 |         |
| 2000 |                                          |                                                 |                                               |         |
| 1    | Citadels                                 | Bruno Faidutti                                  | Hans im Glück                                 |         |
| 2    | Zoff im Zoo                              | Doris Matthäus, Frank Nestel                    | Doris & Frank                                 |         |
| 3    | Formel Fun                               | Terry Goodchild                                 | Franjos                                       |         |
| 2001 |                                          |                                                 |                                               |         |
| 1    | Meuterer                                 | Marcel-André Casasola Merkle                    | Adlung                                        |         |
| 2    | Babel                                    | Uwe Rosenberg                                   | Kosmos                                        |         |
| 3    | Land unter (Alta Marea)                  | Stefan Dorra                                    | Berliner Spielkarten, Amigo Spiele, Dal Negro |         |
| 2002 |                                          |                                                 |                                               |         |
| 1    | Vom Kap bis Kairo                        | Günter Burkhardt                                | Adlung                                        |         |
| 2    | Fracht Express                           | James Kyle                                      | Franjos                                       |         |
| 3    | Alles im Eimer                           | Stefan Dorra                                    | Kosmos                                        |         |
| 2003 |                                          |                                                 |                                               |         |
| 1    | Coloretto                                | Michael Schacht                                 | Abacus Spiele                                 |         |
| 2    | Edel, Stein & Reich                      | Reinhard Staupe                                 | Ravensburger Alea                             |         |
| 3    | Europa-Tour                              | Alan R. Moon, Aaron Weissblum                   | Schmidt Spiele                                |         |
| 2004 |                                          |                                                 |                                               |         |
| 1    | San Juan                                 | Andreas Seyfarth                                | Ravensburger Alea                             |         |
| 2    | Saint Petersburg                         | Michael Tummelhofer                             | Hans im Glück                                 |         |
| 3    | Kakerlakenpoker                          | Jacques Zeimet                                  | Drei Magier Spiele                            |         |
| 2005 |                                          |                                                 |                                               |         |
| 1    | Jambo                                    | Rüdiger Dorn                                    | Kosmos                                        |         |
| 2    | No Thanks! (No Merci!)                   | Thorsten Gimmler                                | Amigo Spiele, Dal Negro                       |         |
| 3    | Wie ich die Welt sehe                    | Urs Hostettler                                  | Abacus Spiele                                 |         |
| 2006 |                                          |                                                 |                                               |         |
| 1    | Ausgerechnet Buxtehude                   | Bernhard Lach, Uwe Rapp                         | HUCH & Friends                                |         |
| 2    | Marquis                                  | Franck Czarnetzki, Martin Götz                  | Ludo Art                                      |         |
| 3    | Nottingham                               | Uwe Rosenberg                                   | Abacus Spiele                                 |         |
| 2007 |                                          |                                                 |                                               |         |
| 1    | Caylus Magna Carta                       | William Attia                                   | Ystari/HUCH & Friends                         |         |
| 2    | Zeitalter der Entdeckungen               | Alfred Viktor Schulz)                           | Phalanx Games                                 |         |
| 3    | Vor dem Wind                             | Torsten Landsvogt                               | Phalanx Games                                 |         |
| 2008 |                                          |                                                 |                                               |         |
| 1    | Race for the Galaxy                      | Tom Lehmann                                     | Abacus Spiele                                 |         |
| 2    | Bibidi Bobidi Brew (Wie verhext!)        | Andreas Pelikan                                 | Ravensburger Alea, uplay.it                   |         |
| 3    | Felix: Il gatto nel sacco (Filou)        | Friedemann Friese                               | 2F-Spiele                                     |         |
| 2009 |                                          |                                                 |                                               |         |
| 1    | Dominion                                 | Donald X. Vaccarino                             | Hans im Glück, Giochi Uniti                   |         |
| 2    | Byzanz                                   | Emanuele Ornella                                | Amigo Spiele, Playagame                       |         |
| 3    | Dominion: Intrigo                        | Donald X. Vaccarino                             | Hans im Glück, Giochi Uniti                   |         |
| 2010 |                                          |                                                 |                                               |         |
| 1    | Jaipur                                   | Sébastien Pauchon                               | GameWorks                                     |         |
| 2    | R-Öko                                    | Susumu Kawasaki                                 | Amigo Spiele                                  |         |
| 3    | 11 nimmt!                                | Wolfgang Kramer                                 | Amigo Spiele                                  |         |
| 2011 |                                          |                                                 |                                               |         |
| 1    | 7 Wonders                                | Antoine Bauza                                   | Repos Productions, Asterion Press             |         |
| 2    | Stich-Meister                            | Friedemann Friese                               | Amigo Spiele                                  |         |
| 3    | 1655: Habemus papam                      | Christoph Bauer                                 | DDD Verlag                                    |         |
| 2012 |                                          |                                                 |                                               |         |
| 1    | Targi                                    | Andreas Steiger                                 | Kosmos, Giochi Uniti                          |         |
| 2    | Sit Gloria Romae (Ruhm für Rom)          | Carl Chudyk                                     | Lookout Games, uplay.it                       |         |
| 3    | Rapa Nui                                 | Klaus-Jürgen Wrede                              | Kosmos                                        |         |
| 2013 |                                          |                                                 |                                               |         |
| 1    | Hanabi                                   | Antoine Bauza                                   | Abacus Spiele, Oliphante                      |         |
| 2    | Augustus                                 | Paolo Mori                                      | Hurrican                                      |         |
| 3    | Love Letter                              | Seiji Kanai                                     | AEG, uplay.it                                 |         |
| 2014 |                                          |                                                 |                                               |         |
| 1    | Linko! (Abluxxen)                        | Wolfgang Kramer, Michael Kiesling               | Ravensburger                                  |         |
| 2    | Love Letter                              | Seiji Kanai                                     | Pegasus Spiele                                |         |
| 3    | UGO!                                     | Ronald Hoekstra, Thomas Jansen, Patrick Zuidhof | Playthisone                                   |         |
| 2015 |                                          |                                                 |                                               |         |
| 1    | Machi Koro                               | Masao Suganuma                                  | Kosmos, uplay.it                              |         |
| 2    | The Game                                 | Steffen Benndorf                                | NSV                                           |         |
| 3    | Beasty Bar                               | Stefan Kloß                                     | Zoch Verlag                                   |         |
| 2016 |                                          |                                                 |                                               |         |
| 1    | 7 Wonders Duel                           | Antoine Bauza, Bruno Cathala                    | Repos Production, Asterion Press              |         |
| 2    | Nome in codice                           | Vlaada Chvátil                                  | Czech Games Edition, Cranio Creations         |         |
| 3    | Die holde Isolde                         | Nicolas Poncin                                  | Schmidt Spiele                                |         |
| 2017 |                                          |                                                 |                                               |         |
| 1    | Ta-Pum!                                  | Fabien Riffaud, Juan Rodriguez                  | Sweet Games, Oliphante                        |         |
| 2    | Frutta Fatata                            | Friedemann Friese                               | 2F-Spiele, Giochi Uniti                       |         |
| 3    | Crocevia del Carbone: Il gioco di carte  | Wolfgang Kramer, Michael Kiesling               | Pegasus Spiele, Cranio Creations              |         |
| 2018 |                                          |                                                 |                                               |         |
| 1    | Krass Kariert                            | Katja Stremmel                                  | Amigo Spiele                                  |         |
| 2    | Majesty                                  | Marc André                                      | Hans im Glück, Asmodee                        |         |
| 3    | The Mind                                 | Wolfgang Warsch                                 | NSV, dV Giochi                                |         |
| 2019 |                                          |                                                 |                                               |         |
| 1    | Belratti                                 | Michael Loth                                    | Mogel-Verlag                                  |         |
| 2    | L.A.M.A.                                 | Reiner Knizia                                   | Amigo Spiele                                  |         |
| 3    | Just One                                 | Ludovic Roudy, Bruno Sautter                    | Repos Production, Asmodee                     |         |
| 2020 |                                          |                                                 |                                               |         |
| 1    | The Crew: Alla Scoperta del Pianeta Nove | Thomas Sing                                     | Kosmos, Giochi Uniti                          |         |
| 2    | Carnival of Monsters                     | Richard Garfield                                | Amigo Spiele                                  |         |
| 3    | Res Arcana                               | Thomas Lehmann                                  | Asmodee                                       |         |
| 2021 |                                          |                                                 |                                               |         |
| 1    | Fantastische Reiche                      | Bruce Glassco                                   | Strohmann Games                               |         |
| 2    | The Crew: Missione negli Abissi          | Thomas Sing                                     | Kosmos, Giochi Uniti                          |         |
| 3    | Insalata di Punti                        | Molly Johnson, Robert Melvin, Shawn Stankewich  | Alderac Entertainment Group, Devir            |         |